# Robert Cecil
Lord Edgar Algernon Robert Gascoyne Cecil (vizconde Cecil de Chelwood) (Londres, 14 de septiembre de 1864-Turnbridge Wells, 24 de noviembre de 1958) fue un jurista, diplomático, y esperantista británico.
Hijo del tercer Marqués de Salisbury, fue educado en su casa hasta los 13 años de edad, cuando asistió a Eton y posteriormente a la Universidad de Oxford, donde estudió leyes y destacó en debates.
Tras finalizar su educación, ejerció la abogacía a partir de 1887 durante casi una década, antes de entrar en política, en 1906, cuando fue elegido para la Cámara de los Comunes británica, donde permaneció hasta 1923. 
Durante la Primera Guerra Mundial ocupó diferentes cargos ministeriales, incluidos algunos dedicados al esfuerzo de la guerra. Quizás fue esta experiencia la que le llevó a escribir, en 1918, A Way of Peace y, posteriormente, a ayudar en la redacción de los estatutos de la Sociedad de Naciones. En 1920 fue representante de África del Sur en la Sociedad de Naciones y, posteriormente, ocupó la vicepresidencia de la misma. 
Fue nombrado vizconde en 1923. Participó en los dos gabinetes de Stanley Baldwin, pero dimitió en 1927 a raíz del fracaso de la comisión de desarme en Ginebra y de la indiferencia de sus colegas de gabinete. En 1932 dimitió de sus cargos de representación británica en la Sociedad de Naciones, pasando a convertirse en un consejero externo.
En 1937 fue galardonado con el premio Nobel de la Paz.

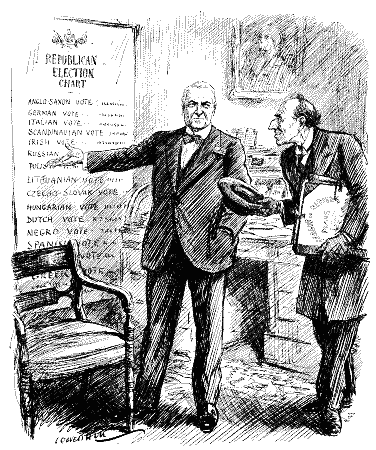
Dibujo de The Project Gutenberg EBook of Punch, a la izq. Robert Cecil y a la der. Warren G. Harding.

## Obra
- 'Lord Salisbury', Monthly Review, xiii, octubre de 1903.

- Our National Church 1913

- The Way of Peace 1928

- A Letter to an M.P. on Disarmament 1931

- 'The League as a Road to Peace', in L. Woolf (ed.) The Intelligent Man's Way to Avoid War. Londres: Victor Gollancz, 1933, p. 256–313

- A Great Experiment 1941

- All the Way (1949)